# Pulau Langkuas
Pulau Langkuas är en ö i Indonesien.   Den ligger i provinsen Bangka-Belitung, i den västra delen av landet, 400 km norr om huvudstaden Jakarta.
Terrängen på Pulau Langkuas är varierad. Öns högsta punkt är 18 meter över havet. 